# Милан — Турин 2025
106-й выпуск  Милан — Турин — шоссейной однодневной велогонки по дорогам итальянского региона Ломбардия. Гонка прошла 19 марта 2025 года в рамках ПроСерии UCI 2025 (категория 1.Pro) и Кубка Италии. Победителем стал мексиканский велогонщик Исаак Дель Торо.

## Участники
На участие в гонке заявлено 19 команд: 6 команд категории UCI WorldTeam, 11 UCI ProTeams.
| UCI WorldTeams (6)- EF Education-EasyPost - Intermarché-Wanty - Movistar Team - Team Picnic-PostNL - UAE Team Emirates XRG - XDS Astana Team UCI ProTeams (11)- Equipo Kern Pharma - Israel-Premier Tech - Q36.5 Pro Cycling Team - Solution Tech-Vini Fantini - Team Polti VisitMalta - Tudor Pro Cycling Team - Team TotalEnergies - Unibet Tietema Rockets - Uno-X Mobility - VF Group-Bardiani CSF-Faizanè - Wagner Bazin WB UCI Continental Teams (2)- JCL Team Ukyo - MBH Bank Ballan CSB |
| |

## Маршрут
Милан-Турин 2025 стартовал из города Ро, расположенного на равнине в 20 километрах к северо-западу от Милана. Первая половина дистанции протяженностью 174 километра проходила по равнине. Через 90 километров после старта начался постепенный подъём, а ещё через 20 километров участники оказались в туринском районе Сасси. Участники начали восхождение на Супергу за 24 километра до финиша, но не доезжая 600 метров до цели, свернули на второй круг. Однако самый крутой участок Суперги с градиентом 14 % находился на середине подъёма. После сложного спуска по Виа-Риводора участники вернулись к подножию Суперги и начали финальное восхождение. За 600 метров до финиша U-образный поворот привёл к рампе с 8,2 % градиентом, а за 50 метров до цели — к ещё одному повороту, который проходил по дороге шириной 7 метров.

## Ход гонки
Команда UAE Team Emirates уверенно лидировала на протяжении всей гонки. Сначала Игор Арриета, а затем Алессандро Кови задавали высокую скорость, оставляя позади соперников. На финальном подъёме к вершине холма Суперга группу возглавил Адам Йейтс. Его затяжная атака подготовила Исаака Дель Торо к рывку, который он совершил за 1,2 км до финиша. Однако его атаку поддержали два молодых гонщика: 23-летний британец Бен Туллет из команды Visma Lease a Bike и 25-летний норвежец Тобиас Халланд Йоханнессен из Uno-X Mobility. Эти двое молодых спортсменов и разыграли победу в гонке. Несмотря на постоянные атаки, соперники Дель Торо не смогли его обойти. Его рывок за 200 метров до финиша стал решающим. Бен Туллет финишировал вторым, а Тобиас Халланд Йоханнессен замкнул тройку призёров. Исаак Дель Торо стал первым велогонщиком из Мексики, выигравшим Милан-Турин. Это его четвёртая победа в карьере, которую он ждал 325 дней. В последний раз он побеждал 28 апреля 2024 года, когда выиграл генеральную классификацию Вуэльты Астурии.

## Результаты
| \| Генеральная классификация \| Генеральная классификация \| Генеральная классификация \| Генеральная классификация \| Генеральная классификация \| \| Гонщик \| Гонщик \| Команда \| Время \| \| \| ------------------------- \| -------------------------- \| -------------------------- \| ------------------------- \| ------------------------- \| \| 1-й \| Исаак Дель Торо \| UAE Team Emirates XRG \| 3ч 56' 49 \| \| \| 2-й \| Бен Талэтт \| Team Visma \\| Lease a Bike \| + 1 \| \| \| 3-й \| Тобиас Халланд Йоханнессен \| Uno-X Mobility \| + 9 \| \| \| 4-й \| Адам Йейтс \| UAE Team Emirates XRG \| + 24 \| \| \| 5-й \| Эйнер Рубио \| Movistar Team \| + 27 \| \| \| 6-й \| Андерс Халланд Йоханнессен \| Uno-X Mobility \| + 34 \| \| \| 7-й \| Джефферсон Сепеда \| Movistar Team \| + 37 \| \| \| 8-й \| Лоренцо Фортунато \| XDS Astana Team \| + 38 \| \| \| 9-й \| Харольд Мартин Лопес \| XDS Astana Team \| + 40 \| \| \| 10-й \| Майкл Сторер \| Tudor Pro Cycling Team \| + 41 \| \| |                            |                            |           |
| |                            |                            |           |
| Источник: ProCyclingStats |                            |                            |           |
| Генеральная классификация |                            |                            |           |
| Гонщик | Гонщик                     | Команда                    | Время     |
| 1-й | Исаак Дель Торо            | UAE Team Emirates XRG      | 3ч 56' 49 |
| 2-й | Бен Талэтт                 | Team Visma \| Lease a Bike | + 1       |
| 3-й | Тобиас Халланд Йоханнессен | Uno-X Mobility             | + 9       |
| 4-й | Адам Йейтс                 | UAE Team Emirates XRG      | + 24      |
| 5-й | Эйнер Рубио                | Movistar Team              | + 27      |
| 6-й | Андерс Халланд Йоханнессен | Uno-X Mobility             | + 34      |
| 7-й | Джефферсон Сепеда          | Movistar Team              | + 37      |
| 8-й | Лоренцо Фортунато          | XDS Astana Team            | + 38      |
| 9-й | Харольд Мартин Лопес       | XDS Astana Team            | + 40      |
| 10-й | Майкл Сторер               | Tudor Pro Cycling Team     | + 41      |